# Felinka

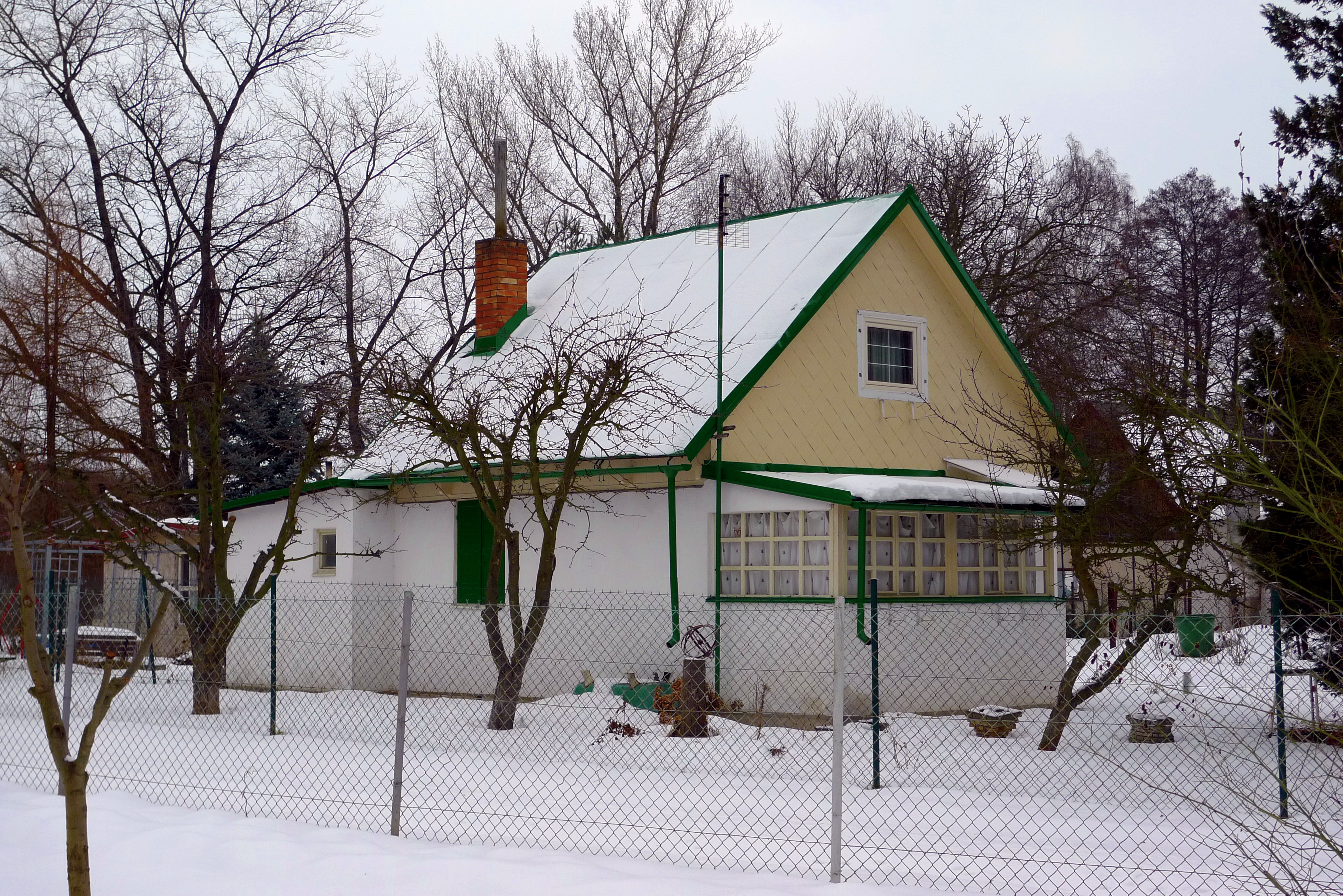
Chatová osada Felinka

Felinka (také Na Felinkách) je název chatové osady, která se nalézá ve Středočeském kraji v okresu Nymburk v katastru obce Ostrá. Je vystavěna na pravém břehu Labe mezi řečištěm a umělým jezerem, bývalou pískovnou. 
Osadou prochází žlutá turistická značka spojující jezero Ostrá s Litolským mostem a Labská cyklotrasa č. 24.
Název osady je často zaměňován s názvem vodní nádrže Doubka. Dnes se tak - minimálně podle mapového serveru - nazývá pouze nábřežní komunikace. jak je to doopravdy a co už jen název Felinka znamená, s již napevno neví. Je též znám tvar Filinka či Filinky a Felinky.

## Historie osady
První letní trampské boudy zde vznikaly už před druhou světovou válkou. Hlavním impulzem pro rozvoj osad u Ostré bylo narovnání toku řeky počátkem 20. století. Z četných meandrů se stala slepá ramena s usazeným velmi kvalitním říčním pískem. Těžba písku a štěrkopísku vedla u několika z těchto ramen k podstatnému zvětšení plochy -  vedle Felinek např. jezero Ostrá. Vytěžený materiál byl převážen vlečnými čluny a skladován kolem mostu v Litoli. Po skončení těžby se vzniklé velké vodní plochy staly vítanou možností pro rekreaci. Nejen na místě bývalého řečiště Na Felinkách vznikla v 60. a 70. letech 20. století chatová osada, u vodní plochy ve směru od bývalého vjezdu byla vybudována písečná pláž s moly, atrakcemi pro děti a dřevěným objektem, kde fungoval malý stánek s občerstvením.  
Původní mostek nad napojením vodní nádrže Felinka na Labe byl postupně snižován, až propojení nabylo současné podoby. 
Rekreační oblast Felinka spravovala Armáda ČR, která místo využívala mimo jiné i pro plavecký výcvik vojáků. Díky armádě zde fungoval i správce, zmíněný kiosek, stejně tak vojáci vybudovali mezi stromy dřevěné stoly a  sezení. Do vody vedla dvě mola se "skokánky" do vody, ohrazením směrem do vody zde byla vyhrazená mělčina - brouzdaliště pro nejmenší. Fungovala zde i půjčovna pramiček. Písková pláž byla místem hraní volejbalu a dalších míčových sportů. Veškeré zařízení bylo ve velmi dobrém stavu právě díky napojení na armádu ČR. 
Armáda nejen provozovala a udržovala na svou dobu poměrně rozsáhlé vybavení, z řad vojáků zde (podle vzpomínek pamětníků) byli někdy i 4 plavčíci. Rovněž o stánku s občerstvením hovoří pamětníci s uznáním - údajně se tam daly zakoupit i základní potraviny. Fungovalo to pro základní zásobování chatek civilních obyvatel, ale také chatek důstojníků. Proto byla Felinka velmi oblíbeným místem oddechu. 
Po srpnu 1968 místo přešlo pod správu do užívání Střední skupinou sovětských vojsk v Milovicích a civilnímu obyvatelstvu byl vstup zakázán. 
S výstavbou osady Felinka souvisí i napřímení hranic obcí Ostrá a Semice, která nyní kopíruje koryto zregulovaného Labe.
V osadě Felinka se nyní nachází 101 chat.
Další ukázkou využití bývalého řečiště je např. chatová osada Řehačka. Naopak příkladem místa, kde se písek netěžil a slepé rameno zůstalo velice podobné původnímu řečišti je tůň západně od obce Byšičky. Takových míst je ale v úseku cca od Kostomlat až po soutok Labe s Jizerou více.

## Rekreační zařízení sovětské armády
Na západní hranici osady je umístěno bývalé rekreační středisko sovětské armády z vojenského výcvikového prostoru Milovice-Mladá. Z toho dnes zůstaly jen trosky a obec Ostrá jedná se současným vlastníkem – vojenským útvarem v Litoměřicích – o převodu pozemků.

## Fotogalerie

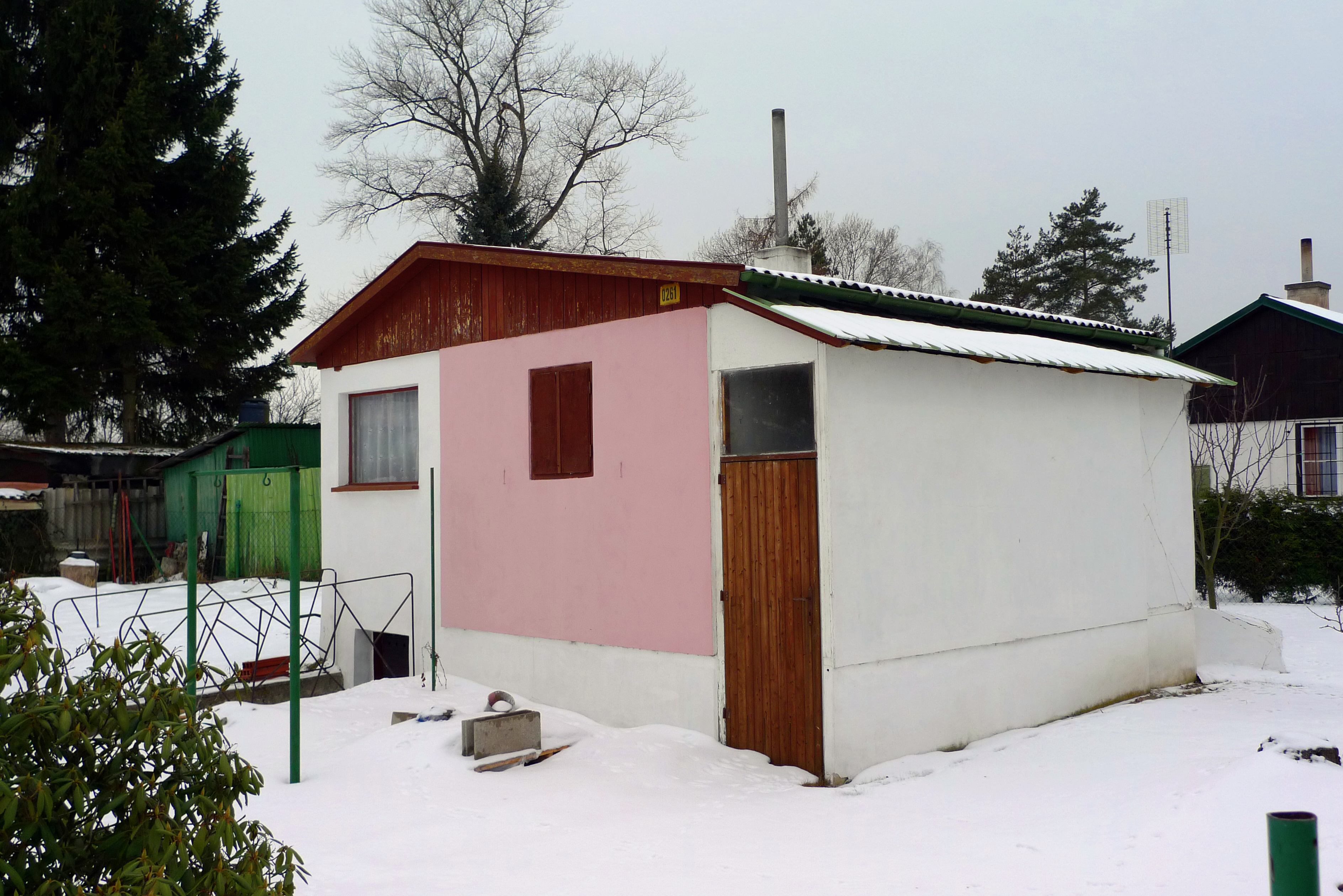
Felinka
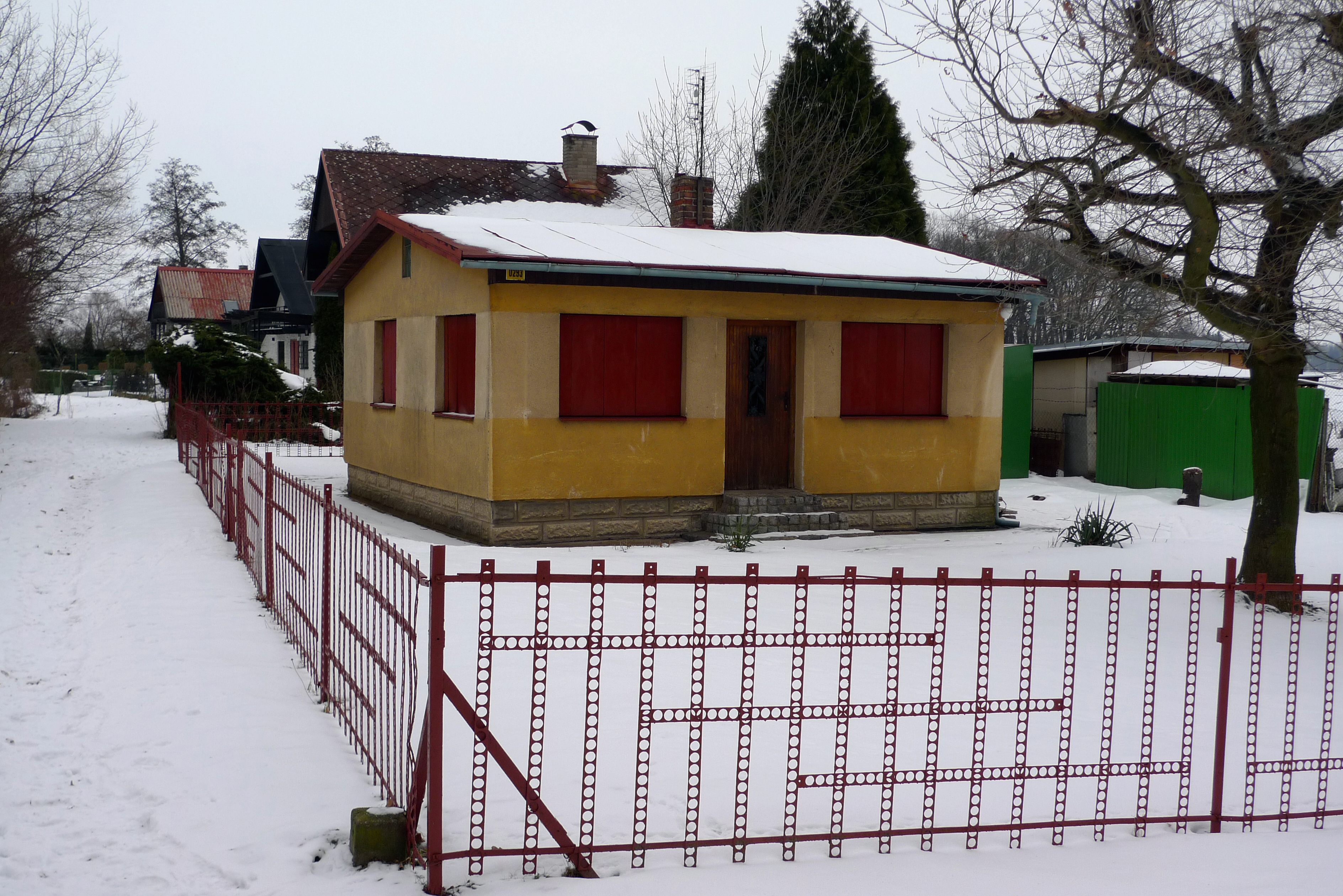
Felinka
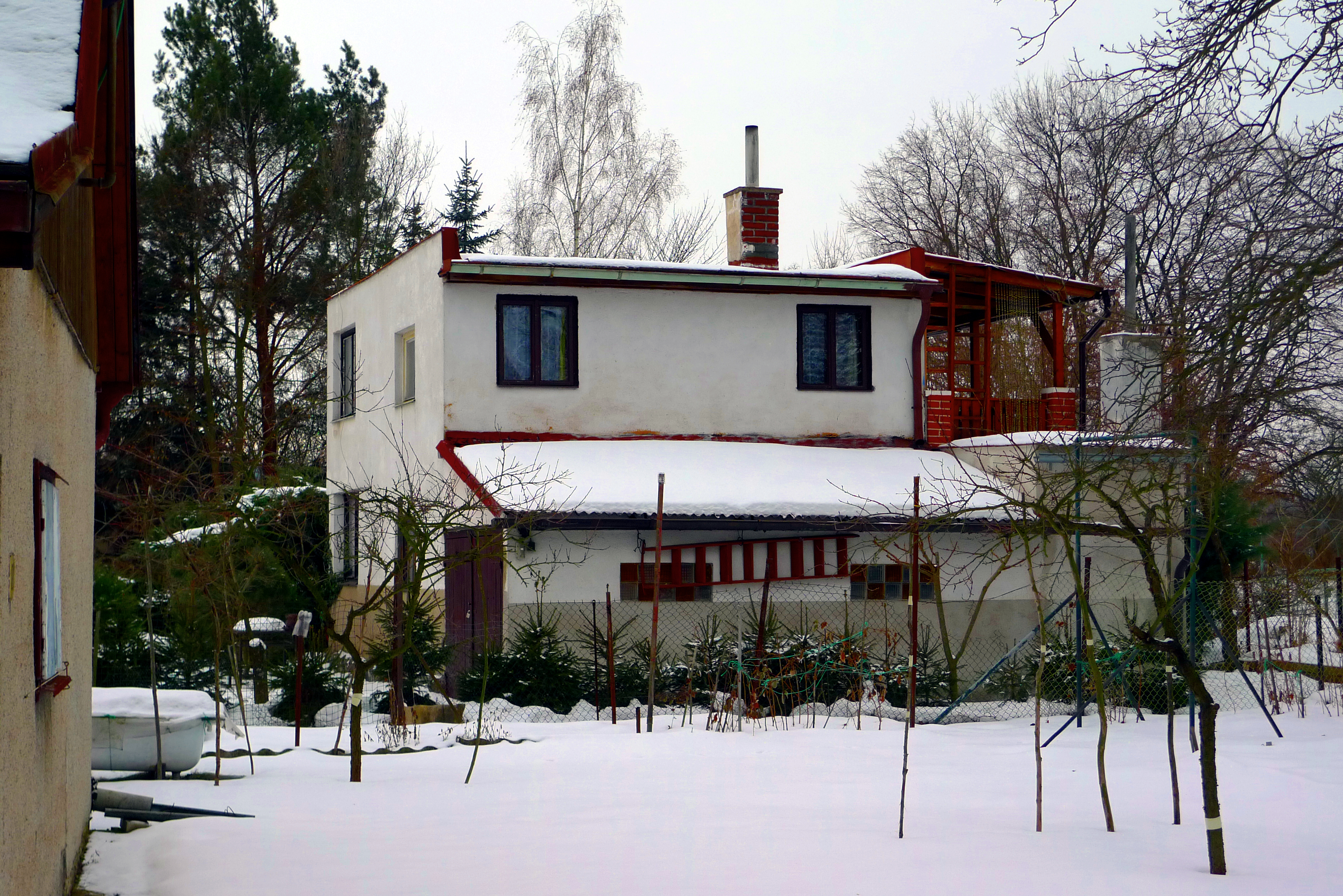
Felinka